# فانكويش
فانكويش (بالإنجليزية: Vanquish)‏ ، هي لعبة فيديو من نوع تصويب منظور الشخص الثالث طوره شركة بلاتنيوم جيمز لتطوير ألعاب الفيديو ونشره شركة سيجا سنة 2010م، وتعمل لنظام بلاي ستيشن 3 وإكس بوكس 360.

## وصلات خارجية
- الموقع الرسمي
- الموقع الرسمي
- فانكويش على موبي غيمز